# Milano-Modena 1932
La Milano-Modena 1932, ventitreesima edizione della corsa, si svolse il 2 ottobre 1932 su un percorso di 257,4 km con partenza a Rogoredo e arrivo a Modena. Aperta a professionisti e indipendenti, fu vinta dall'italiano Mario Cipriani, che completò il percorso in 7h32'00" precedendo in volata i connazionali Giovanni Firpo e Vasco Bergamaschi. Conclusero la prova 18 dei 44 ciclisti al via.

## Ordine d'arrivo (Top 10)
| Pos. | Corridore         | Squadra          | Tempo    |
| ---- | ----------------- | ---------------- | -------- |
| 1    | Mario Cipriani    | Ganna-Dunlop     | 7h32'00" |
| 2    | Giovanni Firpo    | Gloria           | s.t.     |
| 3    | Vasco Bergamaschi | Maino            | s.t.     |
| 4    | Agostino Bellandi | Dei              | s.t.     |
| 5    | Secondo Magni     | U.S. B. Buggiano | a 3'00"  |
| 6    | Aldo Canazza      | Wolsit           | s.t.     |
| 7    | Maggiorino Grosso | S.S. Aquila Feg. | s.t.     |
| 7    | Armando Jori      | V.C. Reggio Em.  | s.t.     |
| 7    | Carlo Moretti     | Bestetti         | s.t.     |
| 7    | Dario Pagliazzi   | -                | s.t.     |
| 7    | Carlo Rovida      | Gloria           | s.t.     |
| 7    | Paride Scacchetti | U.C. Nic. Biondo | s.t.     |
| 7    | Renato Scorticati | Olympia          | s.t.     |
| 7    | Aleardo Simoni    | -                | s.t.     |